# HF 130 C
Heeresfeldbahnlokomotive HF 130 C − wąskotorowa lokomotywa spalinowa, "Niemieckiej Armii Kolejowej" (Heeresfeldbahn), podczas II wojny światowej. Po zakończeniu działań wojennych, lokomotywa służyła w odbudowie kolei w kilku państwach m.in.: w NRD, Czechosłowacji i Austrii. Wyprodukowano ok. 350 sztuk tej lokomotywy.

## Galeria

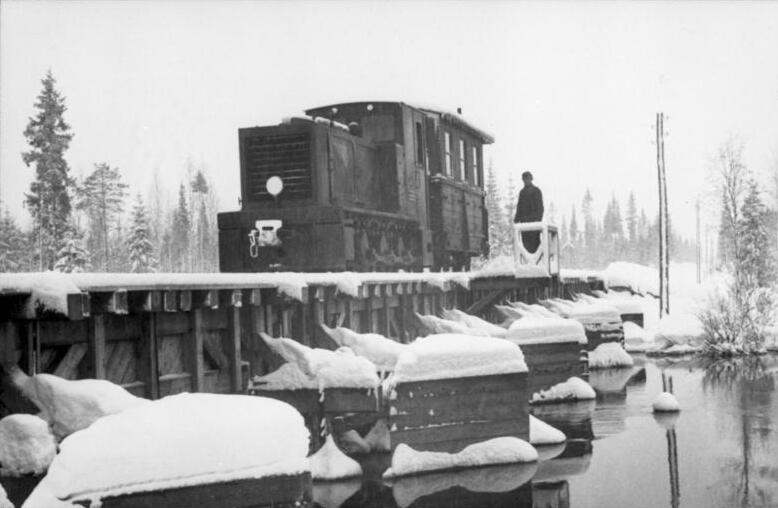
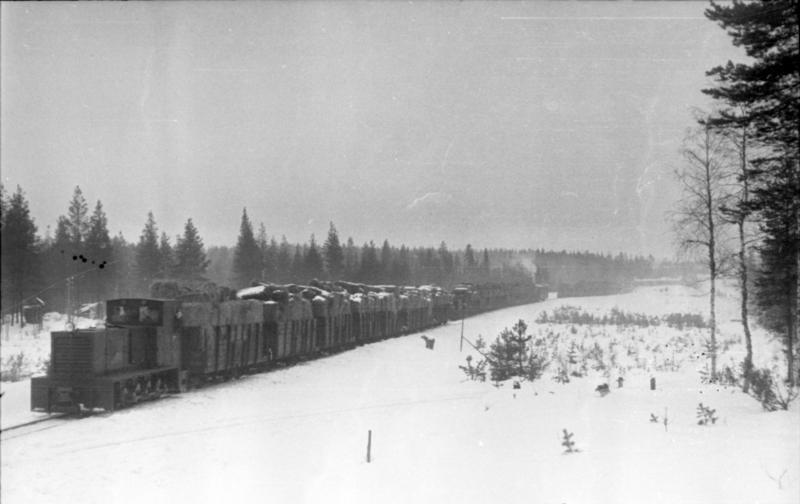
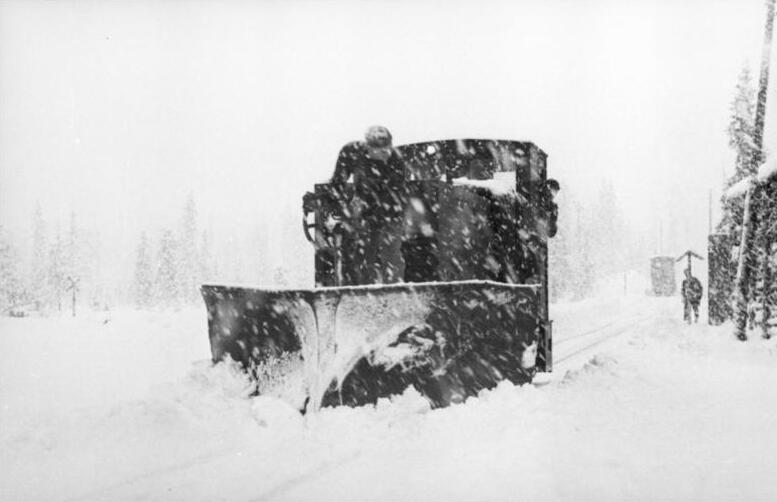